# ماتي بافيتش
ماتي بافيتش (بالكرواتية: Mate Pavić)‏ (مواليد 4 يوليو 1993 في كرواتيا)، هو لاعب كرة مضرب كرواتي يلعب باليد اليسرى ومتخصص بألعاب الزوجي بنوعيه المختلط والزوجي الرجال. وصل للمركز الأول عالمياً في الزوجي بتاريخ 21 مايو 2018. في بطولة أستراليا المفتوحة 2018 فاز بلقبي زوجي الرجال والزوجي المختلط، هذان اللقبان المتزمنان جائا بعد حصوله على أول لقب له في الجراند سلام في بطولة أمريكا المفتوحة 2016 - الزوجي المختلط.

## روابط خارجية
- ماتي بافيتش على موقع رابطة محترفي التنس (الإنجليزية)
- ماتي بافيتش على موقع الاتحاد الدولي لكرة المضرب (الإنجليزية)
- ماتي بافيتش على موقع كأس ديفيز (الإنجليزية)
- ماتي بافيتش على موقع خلاصة التنس.كوم (الإنجليزية)
- ماتي بافيتش على موقع اللجنة الأولمبية الدولية (الإنجليزية)
- ماتي بافيتش على موقع أوليمبيديا (الإنجليزية)